# Naoki Urata
Naoki Urata (født 27. juni 1974) er en tidligere japansk fodboldspiller.
Han har spillet for flere forskellige klubber i sin karriere, herunder Kawasaki Frontale og Ventforet Kofu.